# Ford Escape
Der Ford Escape ist ein Kompakt-SUV des amerikanischen Automobilherstellers Ford. Die erste Modellgeneration des Escape wurde in Europa als zweite Modellgeneration des Ford Maverick vertrieben. 2008 wurde der Maverick in Europa durch den Ford Kuga ersetzt, der Escape bekam dagegen einen Modellwechsel.

## Escape I (2000–2007)
Die erste Modellgeneration kam im Herbst 2000 auf den Markt und war baugleich mit dem Mazda Tribute und dem Mercury Mariner, in Europa kam das Modell mit kleinen Änderungen als zweite Generation des Ford Maverick auf den Markt. Sie war unterhalb des Ford Explorer angesiedelt, aber größer als vergleichbare SUVs von den japanischen Herstellern Honda und Toyota. SUVs waren zu dieser Zeit oft in Body-on-Frame-Bauweise gebaut und verfügten über starre Hinterachsen. Dies erhöhte zwar die Zuladungsfähigkeit, ging jedoch zu Lasten von Handling und Fahrkomfort. Ford entwickelte den Escape jedoch nicht für Offroad-Einsatz, sondern für die Straße, so dass er, damals untypisch für SUVs, über Einzelradaufhängung und Zahnstangenlenkung verfügt. Optional war jedoch auch ein Allradsystem mit Sperrdifferenzial erhältlich.
Der Escape ist mit einer passiven Wegfahrsperre ausgestattet. Hier ist ein RFID-Chip im Schlüssel eingebettet, der bei jedem Start des Fahrzeugs ausgelesen wird. Erhält das Fahrzeug keine gültige Rückmeldung vom Schlüssel, wird ein Start des Motors verhindert.
2004 wurde ein Facelift vorgenommen, neben kleineren äußeren Modifikationen wurde der 2,0-Liter-Zetec-Motor mit 95 kW durch einen 2,3-Liter-Duratec-Motor ersetzt, der nun auch mit einem Automatikgetriebe erhältlich war. Außerdem wurden das Airbagsystem und die Sicherheitsgurte überarbeitet.
In Europa wurde der Ford Maverick im Jahr 2007 aus dem Modellprogramm genommen und 2008 durch den Kuga ersetzt.
Am 18. Januar 2012 gab die US-Verkehrssicherheitsbehörde NHTSA einen Rückruf für Baujahre 2001 und 2002 bekannt. Betroffen waren 244.500 Fahrzeuge, da es bei ihnen zu einem Austritt von Bremsflüssigkeit kommen kann und dabei Schäden an der Elektronik verursacht werden würden.

### Hybrid-Version
2004 begann die Produktion des Ford Escape Hybrid. Bei der Hybrid-Version handelte es sich um einen Vollhybrid, dessen System automatisch zwischen Elektro- und Benzinbetrieb umschaltete, um eine maximale Leistung und Effizienz zu erreichen. Auch eine kombinierte Nutzung von Elektro- und Ottomotor war möglich. Beim Bremsen wurde die Bremsenergie dazu verwendet, die Akkumulatoren für den Elektromotor wieder aufzuladen.
Der Escape war das erste frei verfügbare SUV mit Hybridantrieb und laut der Environmental Protection Agency (EPA) im Verbrauch um 75 % effizienter als die normale Version. Die Technik des Escape Hybrid ähnelte der des Toyota Prius. Ford nutzte einige der Hybrid-Patente von Toyota und ließ die Japaner im Gegenzug Patente für Dieselmotoren und Benzin-Direkteinspritzung nutzen. Die Nachfrage nach dem Escape Hybrid überstieg sämtliche Erwartungen, Ford baute alleine in der zweiten Jahreshälfte 2004 insgesamt 17.000 Fahrzeuge, viermal so viel wie ursprünglich geplant.

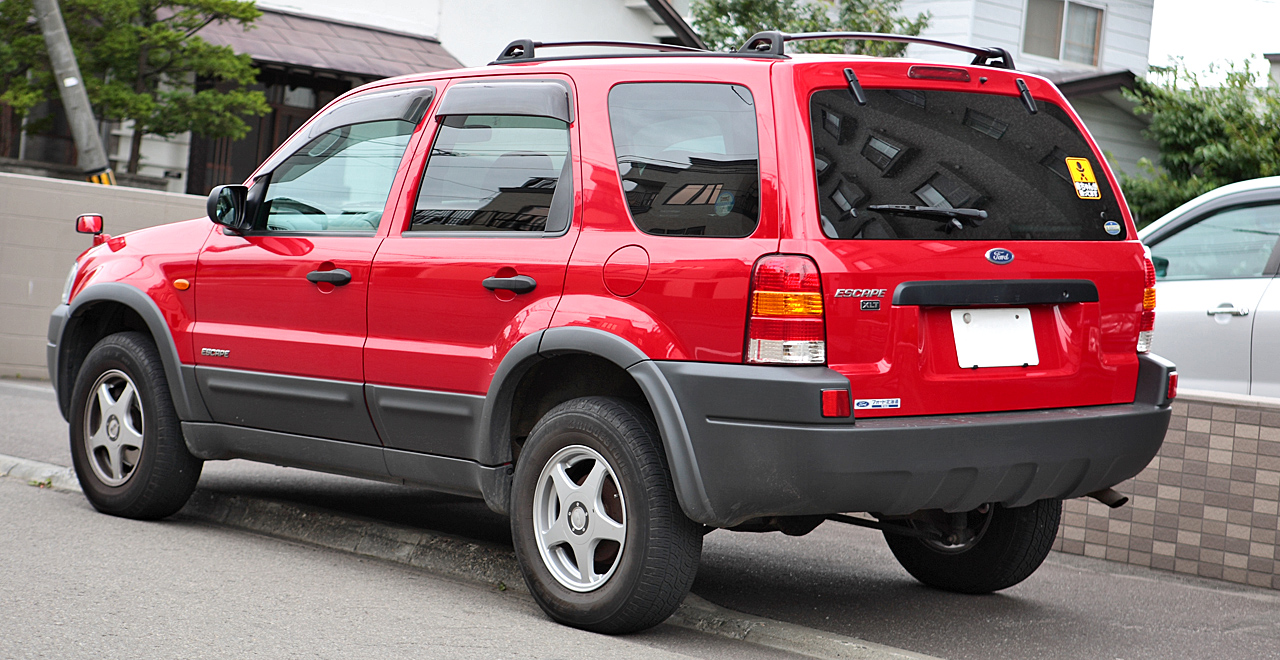
Heckansicht
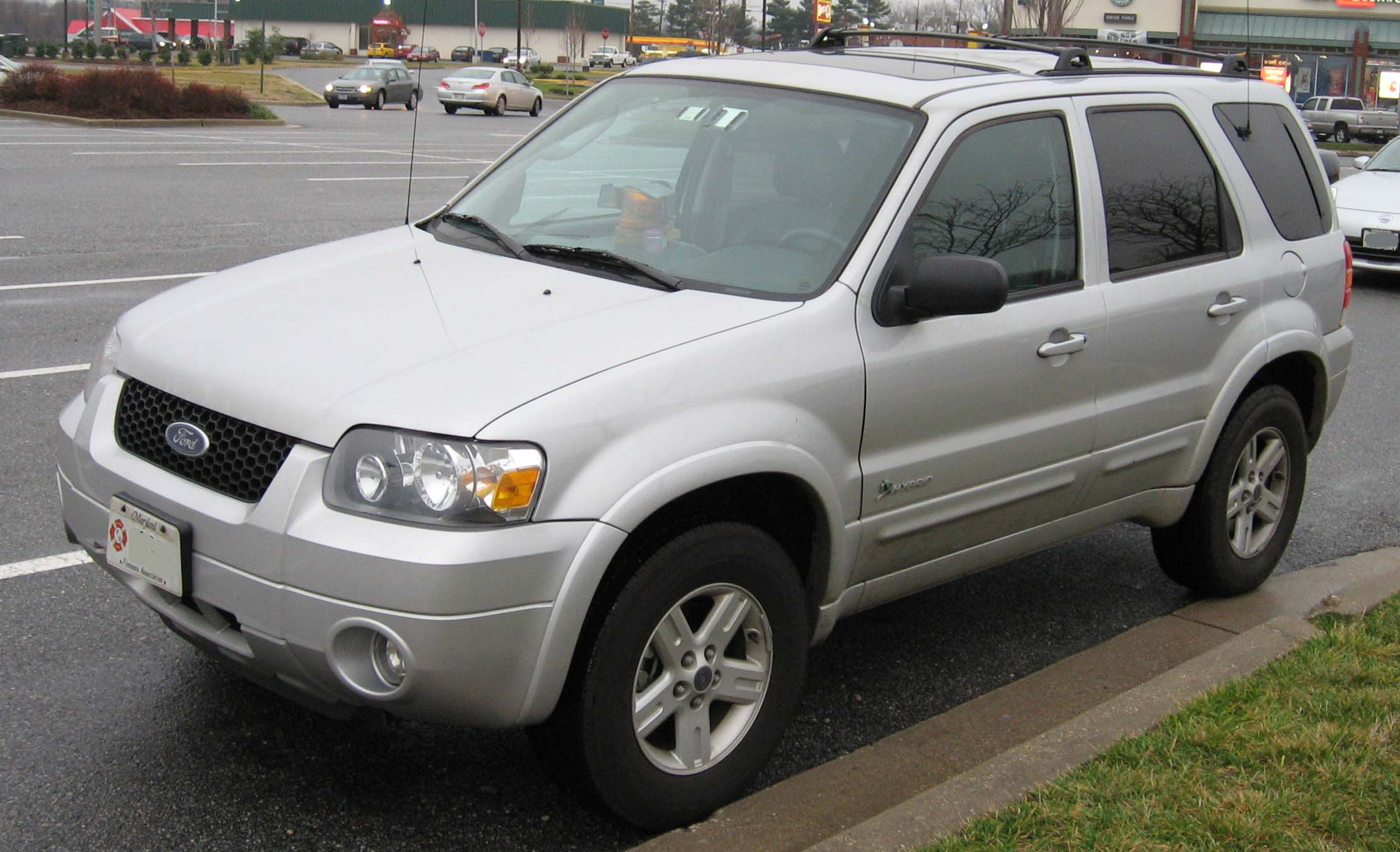
Ford Escape Hybrid
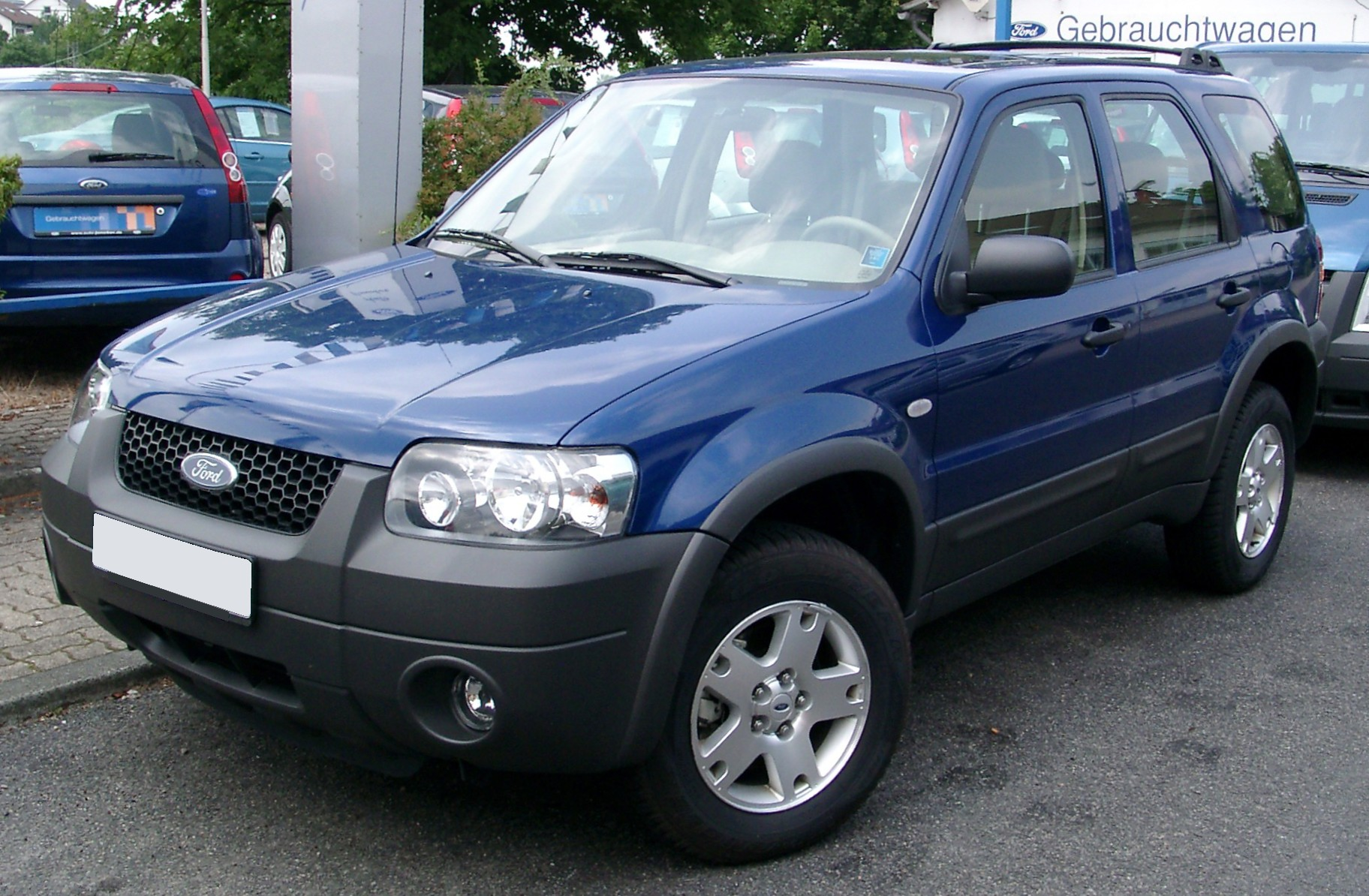
Ford Maverick (2004–2007)

## Escape II (2007–2012)
| Sterne im US-NCAP-Crashtest | 3 Sterne im US NCAP-Crashtest |

In Nordamerika wurde ab dem Modelljahr 2008 die zweite Modellgeneration des Escape angeboten. Die Karosserie war neu gestaltet, der Innenraum blieb weitgehend unverändert. Ab dem Modelljahr 2009 wurde der bisherige 2,3-Liter-Motor durch einen neuen 2,5-Liter-Duratec-Motor mit 128 kW (173 PS) ersetzt. Der 3,0-Liter-Duratec-V6-Motor leistete bei geringerem Verbrauch statt bisher 149 kW (203 PS) nun 179 kW (243 PS).
Auch als Ford Escape Hybrid wurde er wieder angeboten, ab 2009 mit einem 2,5-Liter-Ottomotor mit 132 kW (177 PS) statt der bisherigen 116 kW (160 PS). Die Einsparungen, fast ausschließlich den Stadtverkehr betreffend, waren nicht mehr so gravierend wie beim Vorgängermodell.

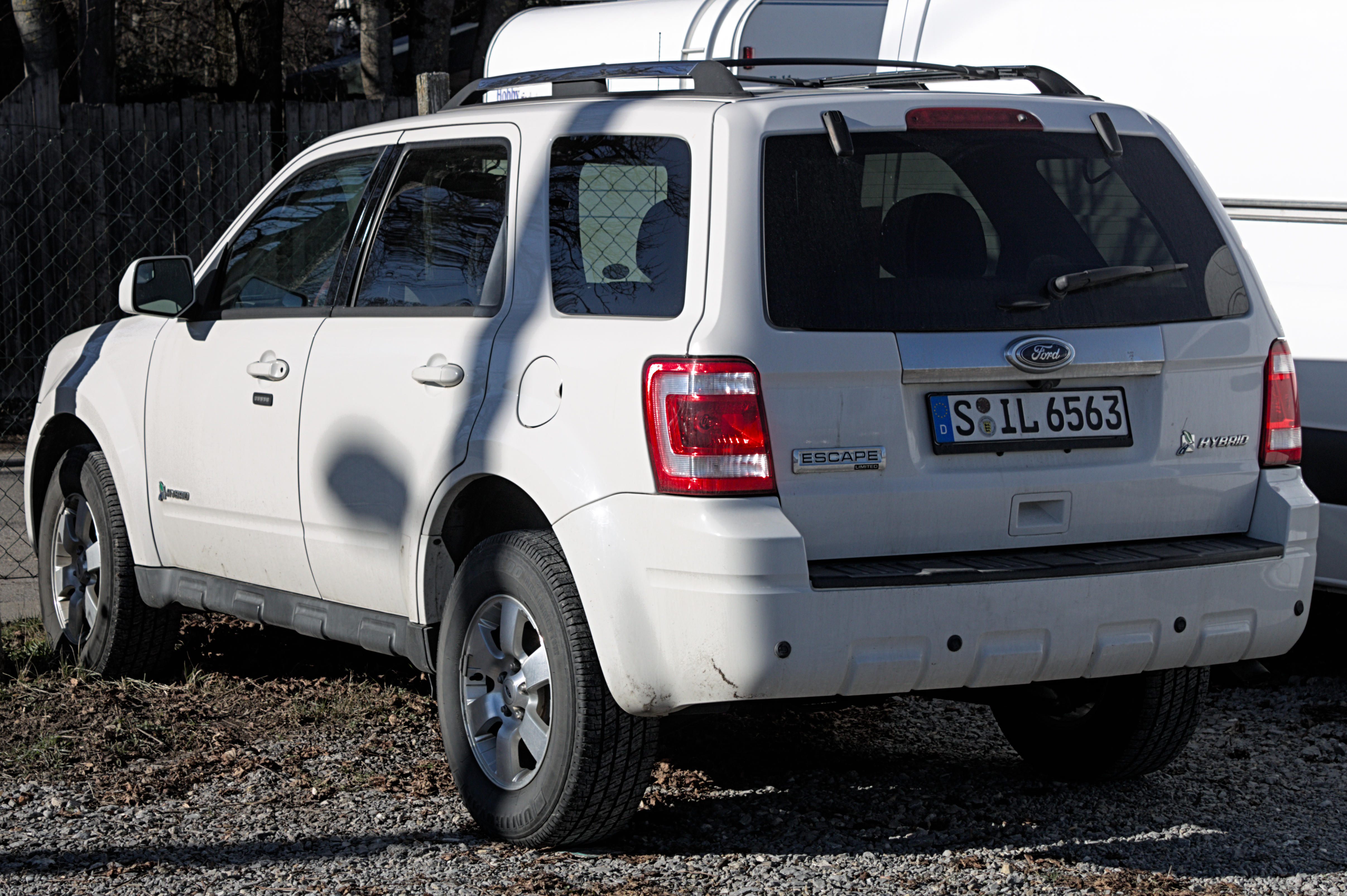
Ford Escape Hybrid

## Escape III (2012–2019)
Auf der LA Auto Show 2011 wurde die dritte Generation des Ford Escape vorgestellt.
Diese folgt der „One Ford“-Strategie, denn ähnlich wie beim Ford Focus soll die neue Generation ein Weltauto sein, um Entwicklungskosten einzusparen.
Der Escape war in den USA ab Juni 2012 erhältlich. In Europa wurde das Fahrzeug im März 2013 als Nachfolger des Kuga eingeführt. Das Design orientiert sich an dem ersten Kuga. Auf der LA Auto Show 2015 präsentierte Ford einen überarbeiteten Escape. Er wurde ab 2016 verkauft.
Als Motoren standen ein 1,6-Liter- und ein 2,0-Liter-EcoBoost-Motor und ein 2,5-Liter-Vierzylinder zur Verfügung. Die Kraftübertragung erfolgte über ein 6-Gang-Automatikgetriebe an die Vorderräder. Die beiden EcoBoost-Motoren gab es auch in Verbindung mit einem optionalen Allradantrieb.

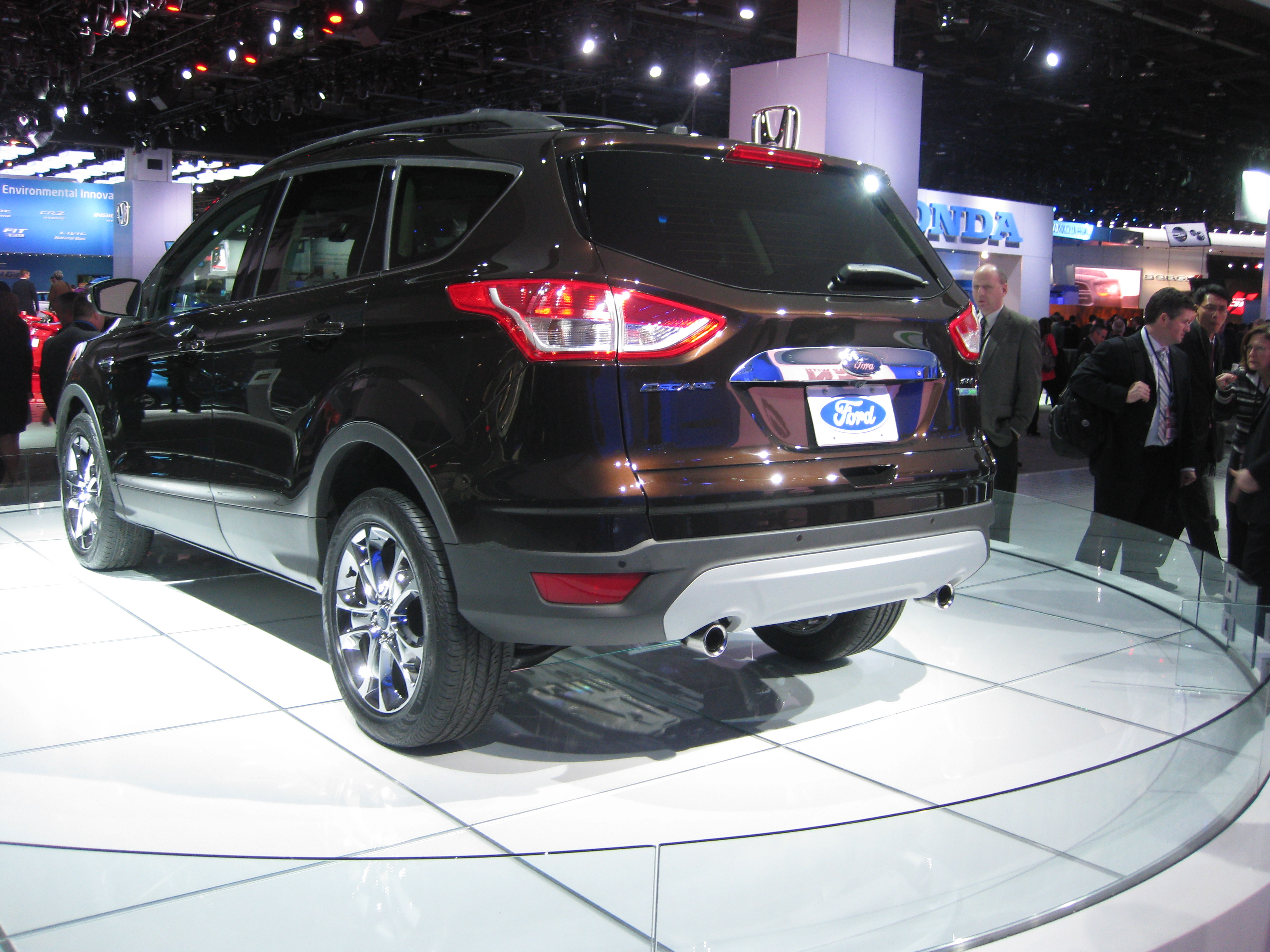
Heckansicht
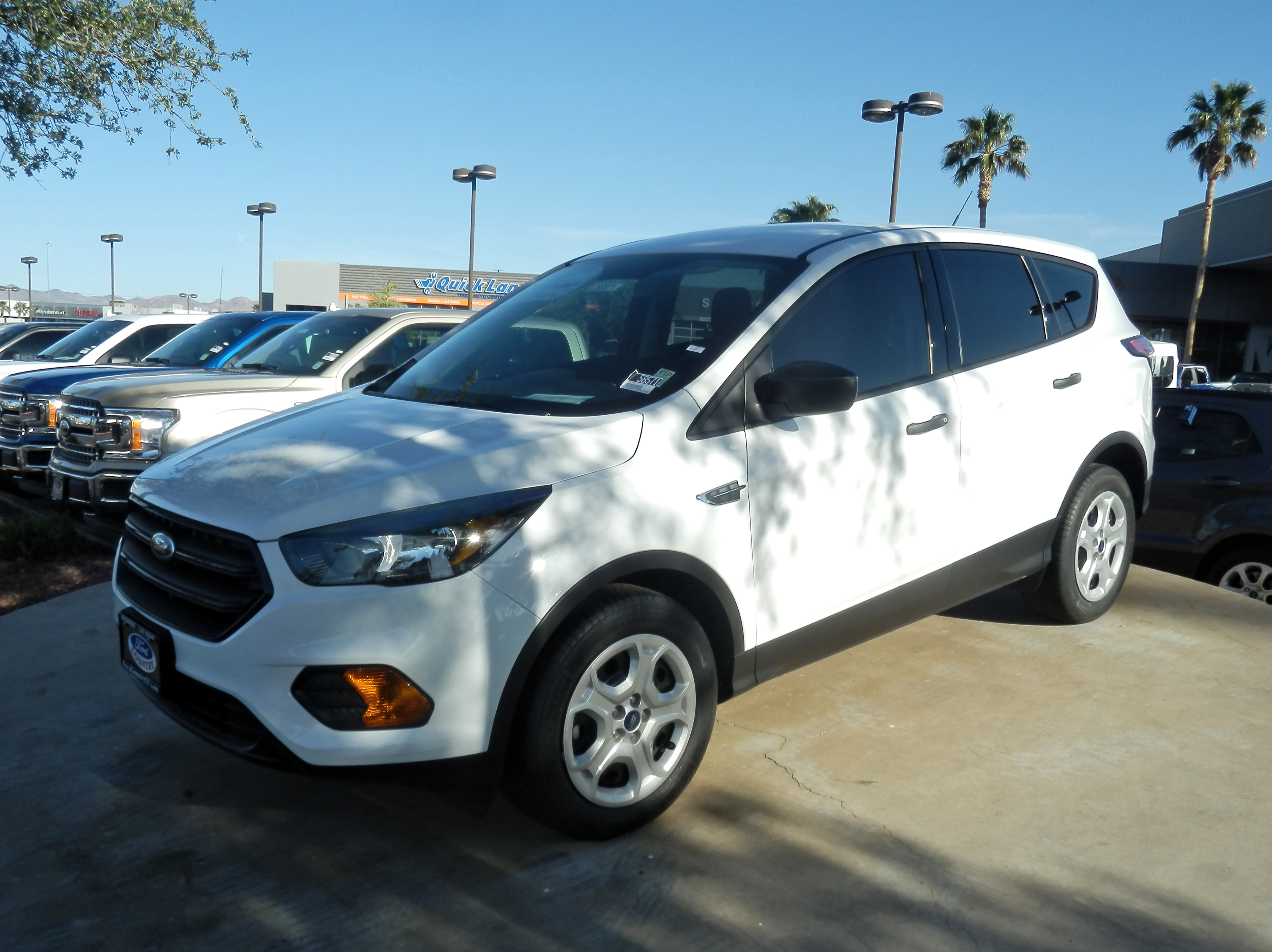
Ford Escape (2016–2019)
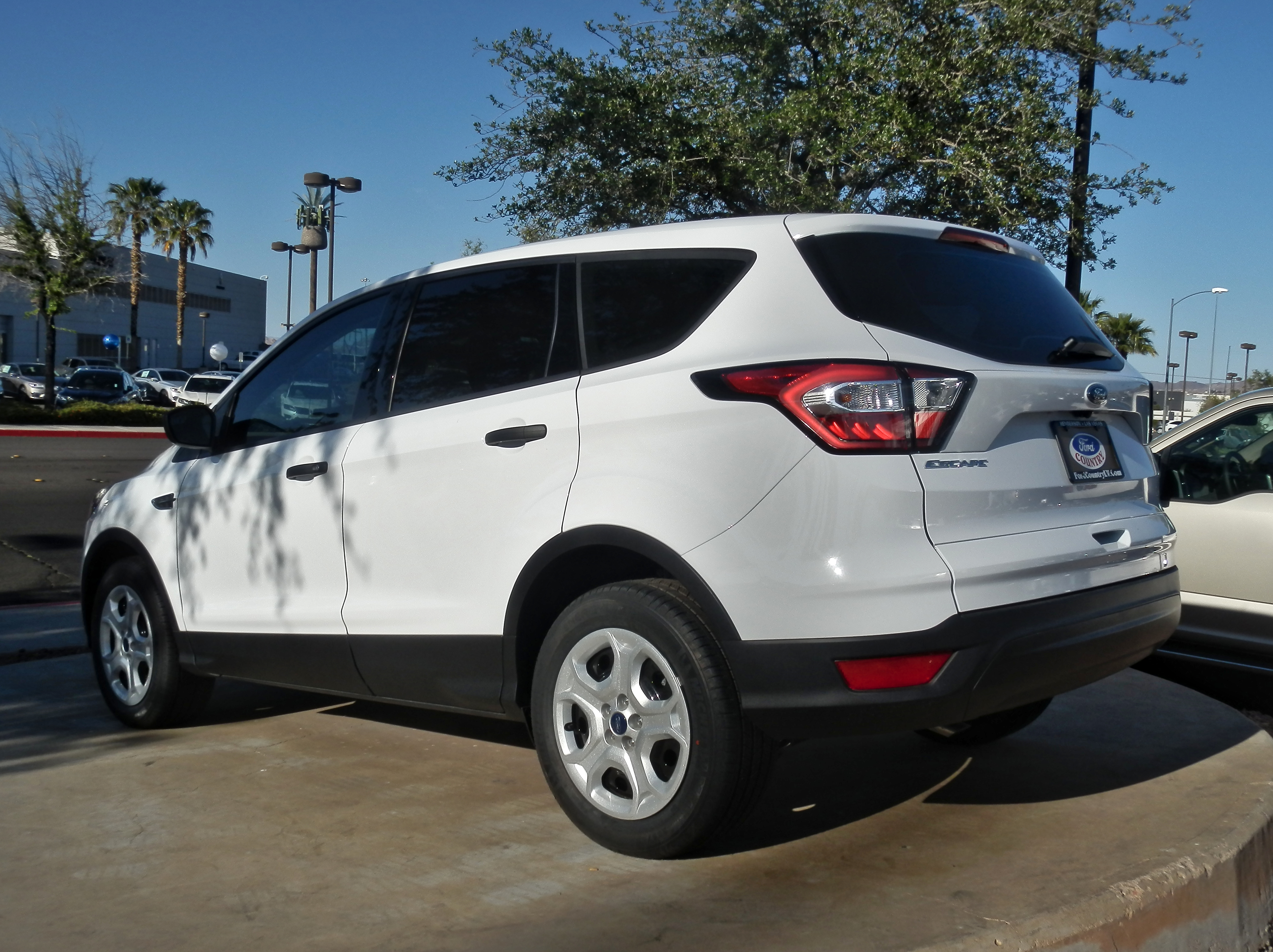
Heckansicht

## Escape IV (seit 2019)
Die vierte Generation des Escape wurde zeitgleich mit der dritten Generation des baugleichen Kuga am 2. April 2019 vorgestellt. Die Version für den nordamerikanischen Markt wird in Louisville (Kentucky) gebaut. Erstmals wird der Modellname Escape auch in China verwendet. Dort hat das Modell ein verändertes Frontdesign und wird zusammen mit dem Kuga der zweiten Generation verkauft. Gebaut wird diese Version im chinesischen Chongqing. Eine überarbeitete Version der Baureihe debütierte am 25. Oktober 2022.

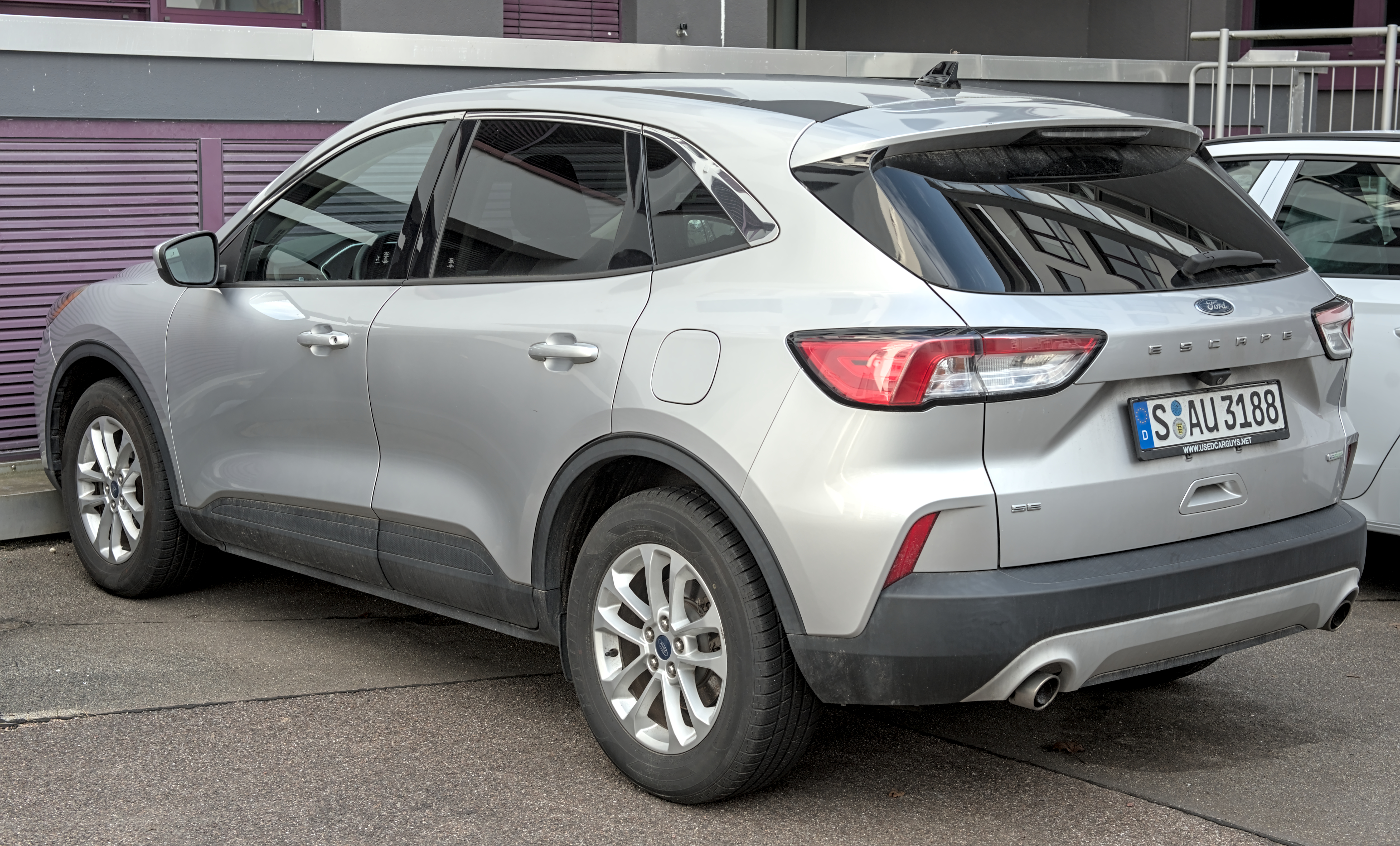
Heckansicht
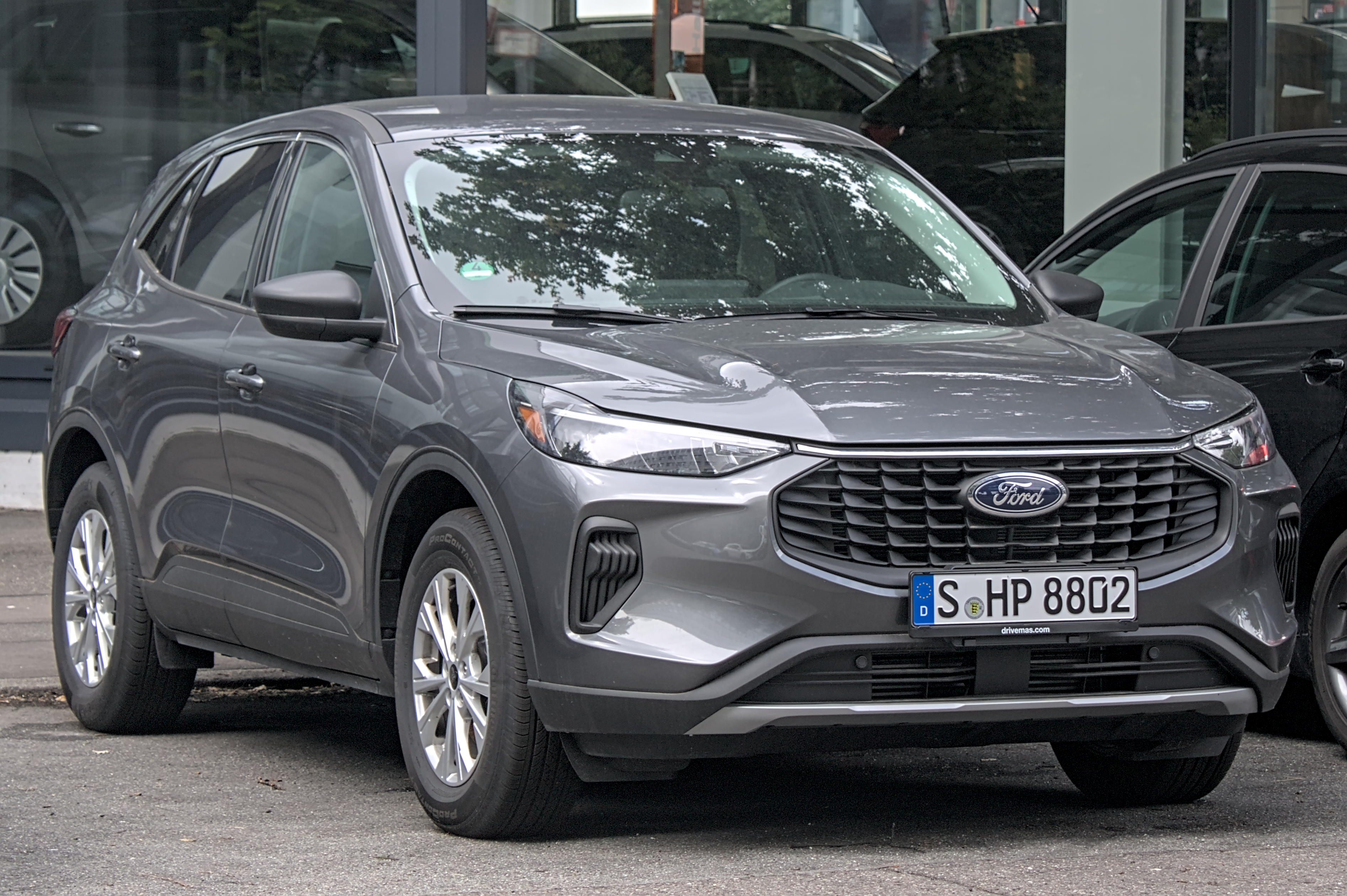
Ford Escape (seit 2022)
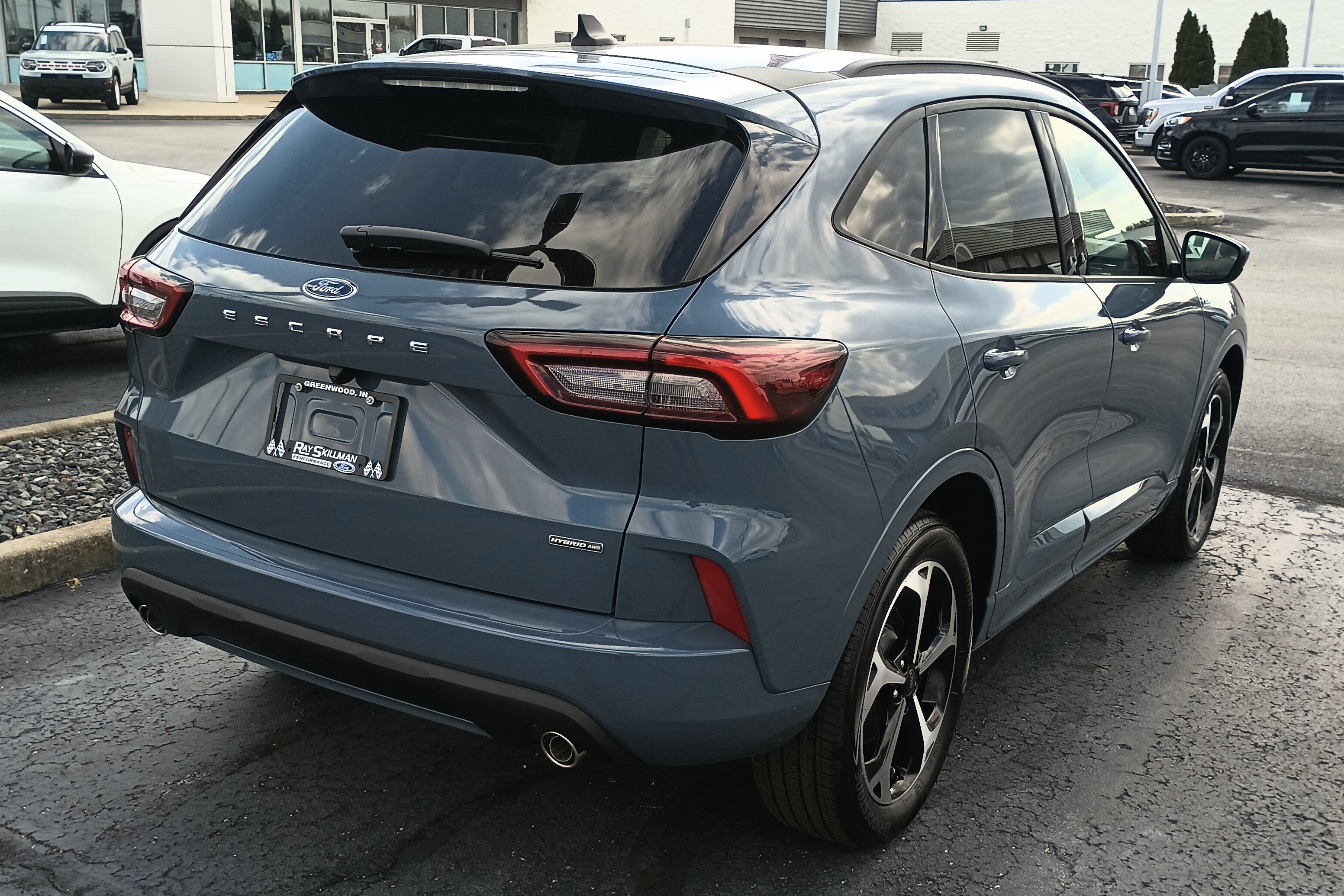
Heckansicht
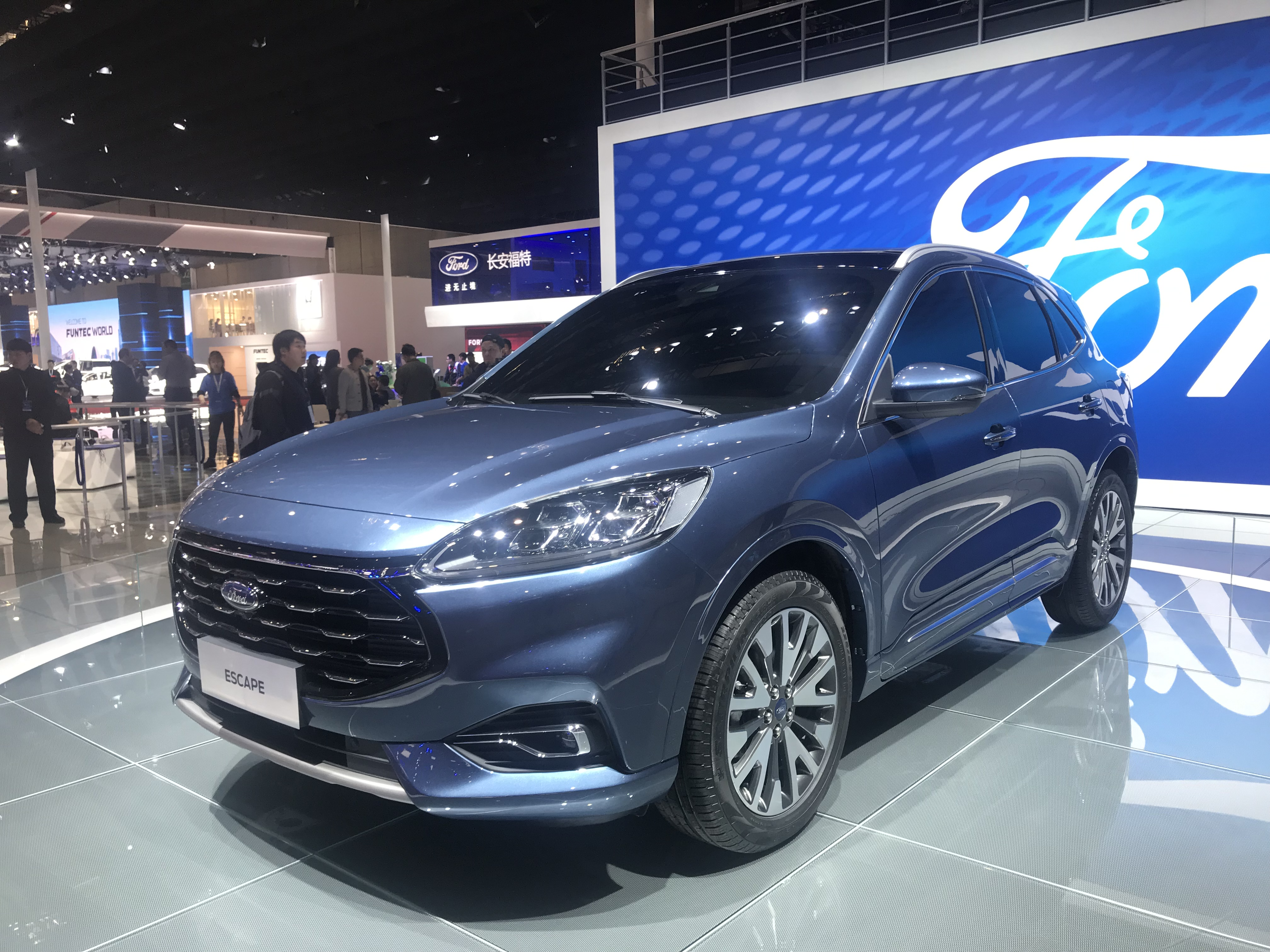
Chinesische Version

### Technische Daten
| Kenngrößen                                  | 2.0 EcoBoost                 | 1.5 PHEV                     | 1.5 EcoBoost                 | 2.0 EcoBoost                 | 2.5 FHEV                     | 2.5 PHEV                     | 2.5 PHEV                     |
| Markt                                       | China                        | China                        | Nordamerika                  | Nordamerika                  | Nordamerika                  | Nordamerika                  | Nordamerika                  |
| Bauzeitraum                                 | seit 12/2019                 | 06/2021–12/2022              | seit 08/2019                 | seit 08/2019                 | seit 08/2019                 | 08/2019–10/2022              | seit 10/2022                 |
| Motorkenndaten                              |                              |                              |                              |                              |                              |                              |                              |
| Motortyp                                    | R4–Ottomotor                 | R4-Ottomotor + Elektromotor  | R3–Ottomotor                 | R4–Ottomotor                 | R4-Ottomotor + Elektromotor  | R4-Ottomotor + Elektromotor  | R4-Ottomotor + Elektromotor  |
| Hubraum                                     | 1999 cm³                     | 1497 cm³                     | 1497 cm³                     | 1999 cm³                     | 2488 cm³                     | 2488 cm³                     | 2488 cm³                     |
| max. Leistung Verbrennungsmotor             | 182 kW (248 PS) bei 5500/min | 125 kW (170 PS) bei 6000/min | 135 kW (184 PS) bei 6000/min | 186 kW (253 PS) bei 5500/min | 123 kW (167 PS) bei 6250/min | 123 kW (167 PS) bei 6250/min | 123 kW (167 PS) bei 6250/min |
| max. Leistung Elektromotor                  | —                            | 42 kW (57 PS) bei            | —                            | —                            | k. A.                        | k. A.                        | k. A.                        |
| Systemleistung                              | —                            | k. A.                        | —                            | —                            | 149 kW (203 PS)              | 149 kW (203 PS)              | 157 kW (213 PS)              |
| max. Drehmoment Verbrennungsmotor           | 393 Nm bei 2500–3500/min     | 210 Nm bei 1750–4500/min     | 258 Nm bei 3000/min          | 380 Nm bei 1600–4000/min     | 210 Nm bei 4000/min          | 210 Nm bei 4000/min          | 210 Nm bei 4000/min          |
| max. Drehmoment Elektromotor                | —                            | 235 Nm                       | —                            | —                            | k. A.                        | k. A.                        | k. A.                        |
| Systemdrehmoment                            | —                            | k. A.                        | —                            | —                            | k. A.                        | k. A.                        | k. A.                        |
| Kraftübertragung                            |                              |                              |                              |                              |                              |                              |                              |
| Antrieb, serienmäßig                        | Vorderradantrieb             | Vorderradantrieb             | Vorderradantrieb             | Allradantrieb                | Vorderradantrieb             | Vorderradantrieb             | Vorderradantrieb             |
| Antrieb, optional                           | (Allradantrieb)              | —                            | (Allradantrieb)              | —                            | (Allradantrieb)              | —                            | —                            |
| Getriebe, serienmäßig                       | 8-Stufen-Automatikgetriebe   | Stufenloses Getriebe         | 8-Stufen-Automatikgetriebe   | 8-Stufen-Automatikgetriebe   | Stufenloses Getriebe         | Stufenloses Getriebe         | Stufenloses Getriebe         |
| Getriebe, optional                          | —                            | —                            | —                            | —                            | —                            | —                            | —                            |
| Messwerte                                   |                              |                              |                              |                              |                              |                              |                              |
| Höchstgeschwindigkeit                       | 222 km/h (219 km/h)          | 198 km/h                     | k. A.                        | k. A.                        | k. A.                        | k. A.                        | k. A.                        |
| Beschleunigung, 0–100 km/h                  | 7,5 s (7,5 s)                | k. A.                        | k. A.                        | k. A.                        | k. A.                        | k. A.                        | k. A.                        |
| Kraftstoffverbrauch auf 100 km (kombiniert) | 7,3 l Super (7,6 l Super)    | 1,2 l Super                  | 7,8 l Super (8,4 l Super)    | 9,0 l Super                  | 5,7 l Super (5,9 l Super)    | 1,2 l Super                  | k. A.                        |
| Tankinhalt                                  | 63 l                         | 45 l                         | 59 l                         | 59 l                         | 54 l                         | 42 l                         | 42 l                         |